# شیرلان
شیرلان ( ترکی آذربایجانی: Şırlan) یک منطقهٔ مسکونی در جمهوری آرتساخ است که در استان شوشی واقع شده‌است.